# Länsväg 282

## Sträckning
Länsväg 282 går sträckan  Uppsala - Gunsta - Almunge - Knutby - Edsbro.
Den går i Uppsala län och Stockholms län. Längden är 50 km.
Vägen används av omfattande arbetspendling från orterna Gunsta, Funbo, Länna och Almunge, men även en stor del fritidsresande, bland annat till det populära fritidsområdet och badplatsen Fjällnora.  
Vägen trafikeras även av kollektivtrafik, linje 809 går mellan Uppsala och Knutby, och linje 808 mellan Knutby och Edsbro, som fortsätter till Norrtälje. 
Vägen passerar musiejärnvägen Lännakatten i bland annat Bärby och Almunge.

## Anslutningar
Vägen ansluter till:
- E4
- Länsväg 273
- Länsväg 280